# Mercedes-Benz O530
Mercedes-Benz O530 (też Citaro) – rodzina autobusów miejskich produkowanych przez Mercedes-Benz/EvoBus.

## Historia
Citaro albo O 530 jest autobusem przeznaczonym do użytku w komunikacji miejskiej i podmiejskiej. Od 1997 roku Citaro jest wytwarzane w Mannheim oraz Ligny-en-Barrois i jest następcą modelu O405N. Od października 2006 roku Citaro jest produkowane wyłącznie z silnikiem Euro 4. Nastąpiły także zmiany w wyglądzie (facelifting). W Citaro silnik umieszczony jest z tyłu po lewej stronie, poza autobusami Low-Entry, które mają silniki leżące z tyłu pośrodku. Autobus ten w podmiejskiej wersji LE Ü został zwycięzcą corocznego konkursu Autobus Roku i otrzymał tytuł „Bus of the year 2007”.
|  | Zobacz multimedia związane z tematem: Mercedes-Benz Citaro (12 m) C1 |

|  | Zobacz multimedia związane z tematem: Mercedes-Benz Citaro K C1 |

|  | Zobacz multimedia związane z tematem: Mercedes-Benz Citaro MÜ |

|  | Zobacz multimedia związane z tematem: Mercedes-Benz Citaro G |

|  | Zobacz multimedia związane z tematem: Mercedes-Benz Citaro L |

|  | Zobacz multimedia związane z tematem: Mercedes-Benz Citaro LE |

|  | Zobacz multimedia związane z tematem: Mercedes-Benz Citaro Ü |

|  | Zobacz multimedia związane z tematem: Mercedes-Benz Citaro GÜ |

## Citaro 2
W roku 2011 zbudowana została tzw. druga wersja (Mercedes-Benz Citaro 2), oznaczana jako O530 C2. Zdobyła ona tytuł „Bus of the year 2013”. Od poprzednika model różni się w szczególności poziomem bezpieczeństwa. Nadwozie wykonano ze stali o podwyższonej jakości, zabezpieczonej przed korozją. Ponadto silnik ma system zapobiegający powstaniu pożarów. Autobus został też poddany liftingowi, zmienił się wygląd bryły z przodu pojazdu oraz kształt przednich świateł. Dodano także wiele elementów podwyższających komfort pracy kierowcy, np. wygodniejszy fotel, elektrycznie sterowane rolety przeciwsłoneczne. Zmianom uległ też pulpit. Zmieniono prędkościomierz na bardziej nowoczesny, również kierownica zmieniła swój kształt oraz została wyposażona w przyciski. Przegubowe autobusy tego typu od maja 2013 wożą pasażerów we Wrocławiu (41 sztuk), w Gdyni (17 sztuk), w Białymstoku (3 sztuki) i Gdańsku (21 sztuk).

### Citaro hybrid
W drugiej połowie 2017 roku podczas targów Busworld w belgijskim Kortrijk Mercedes zaprezentował model hybrydowego modelu Citaro. Napęd hybrydowy może być stosowany uniwersalnie do każdej wersji Citaro (poza Citaro G z silnikiem OM470 oraz CapaCity), w tym także w wersjach NGT napędzanych sprężonym gazem ziemnym. Zastosowanie napędu spalinowo-elektrycznego, według badań producenta, może pozwolić na obniżenie zużycia paliwa o 8,5%. Autobus ten w wersji 12-metrowej z silnikiem Diesla został wybrany Autobusem Roku 2019 podczas Bus Euro Test 2018 w Zagrzebiu.

### eCitaro
W 2018 roku na targach IAA w Hanowerze miała miejsce premiera autobusu z rodziny O530 z napędem w pełni elektrycznym. Cechuje się on odmiennym designem przedniej ściany w stosunku do modelu z napędem spalinowym. W pojeździe zainstalowano baterie trakcyjne o pojemności 243 kWh, które pozwalają na przejechanie na jednym ładowaniu do 150 km. Ładowanie odbywa się poprzez pantograf.

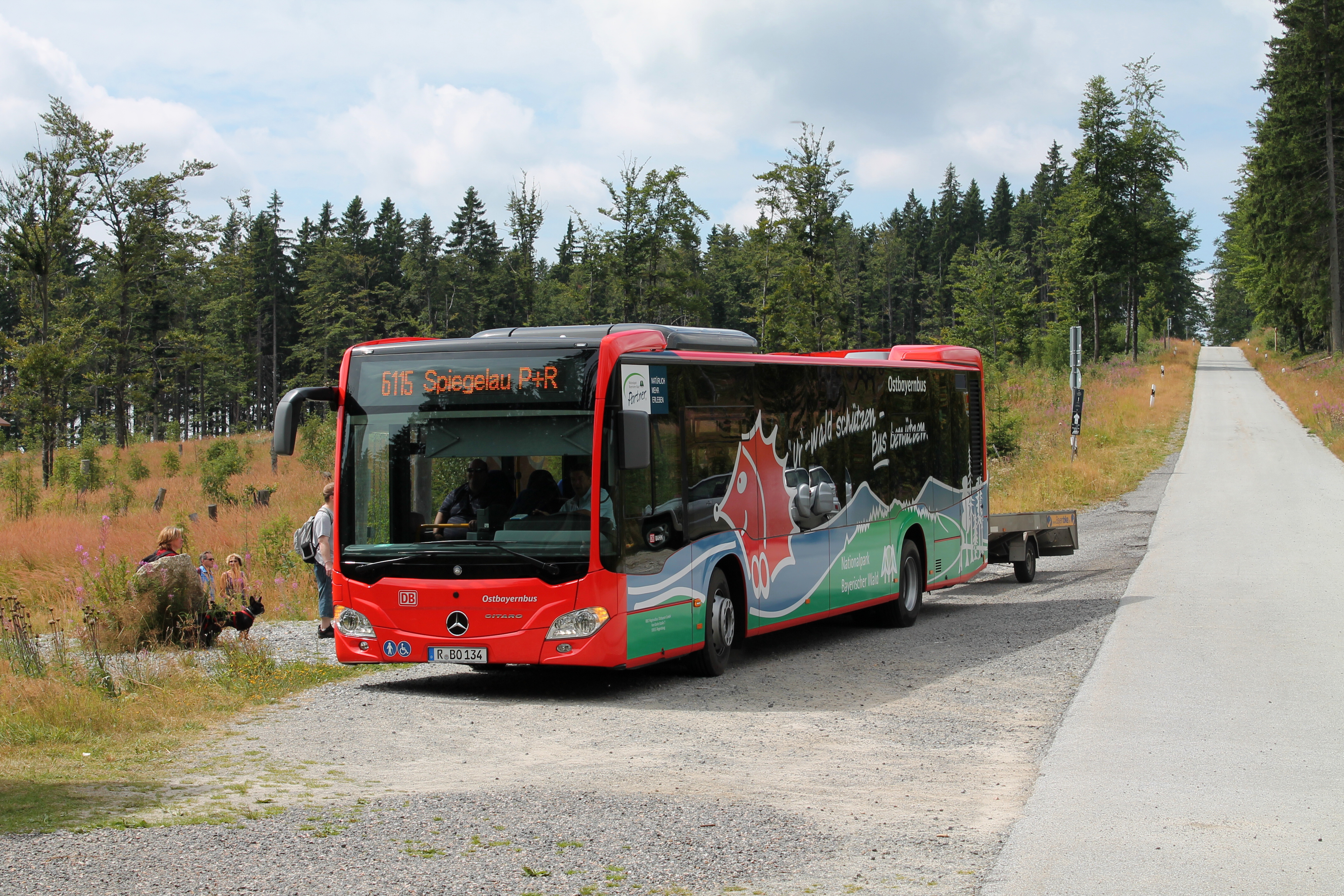
Mercedes-Benz O530 C2
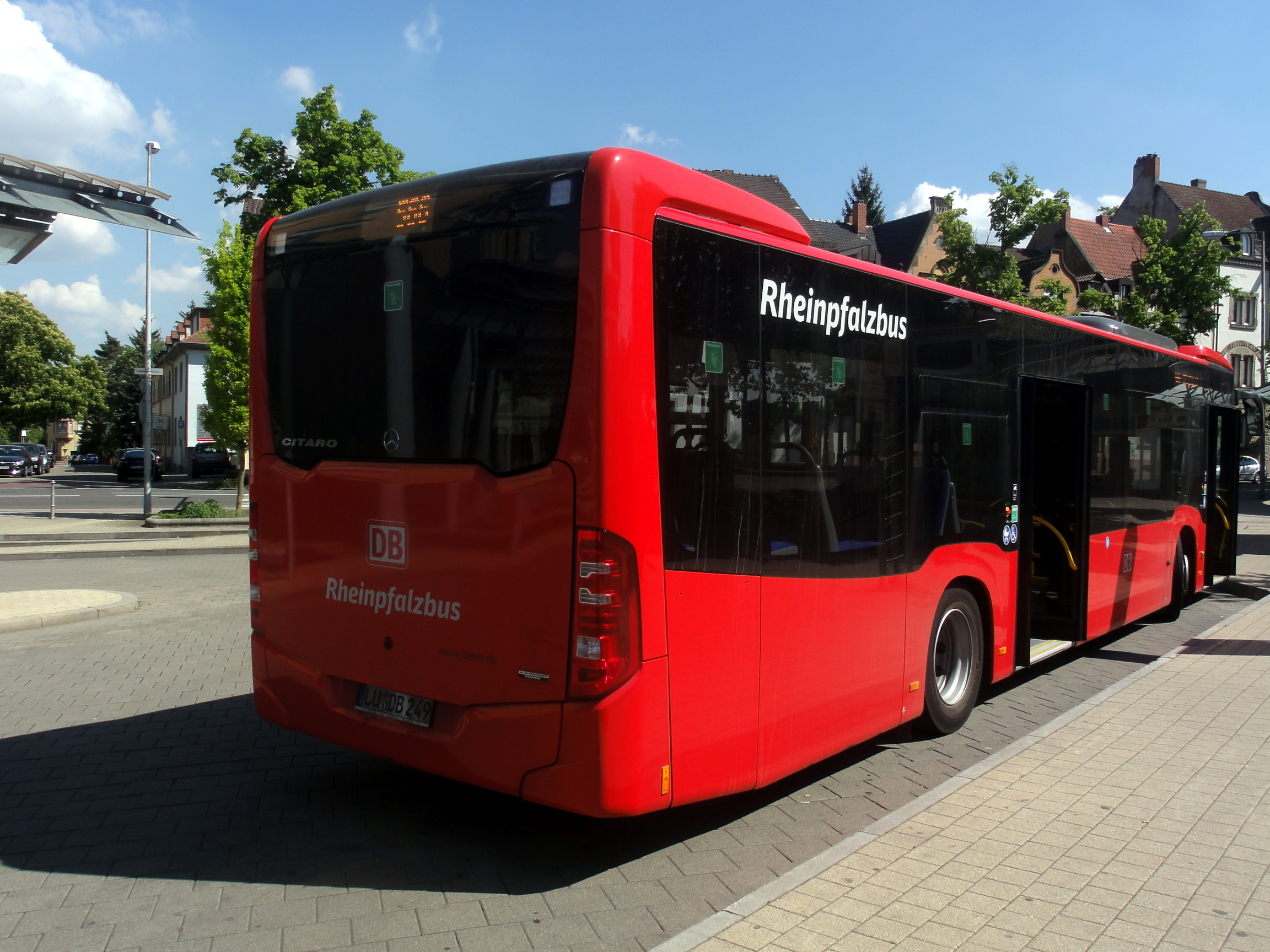
Tył autobusu
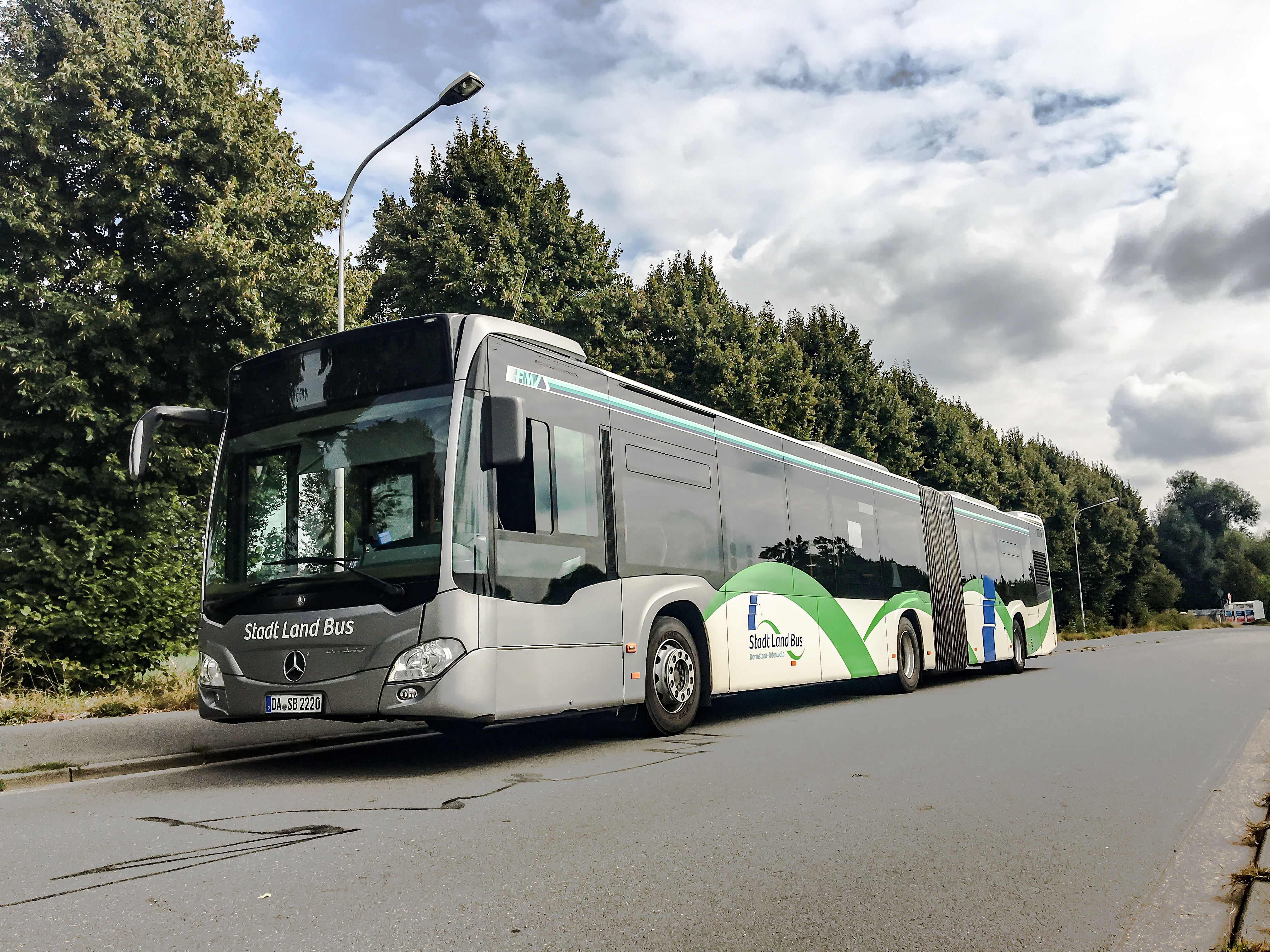
Citaro C2 G
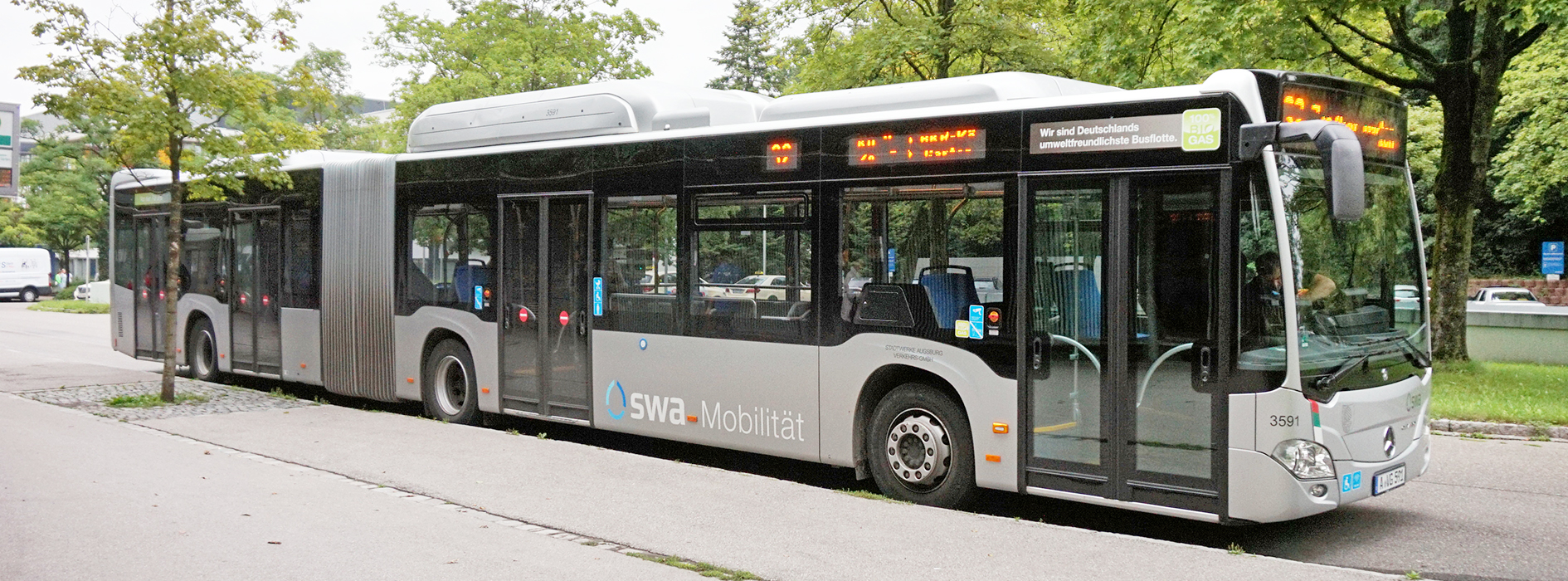
Citaro C2 G NGT
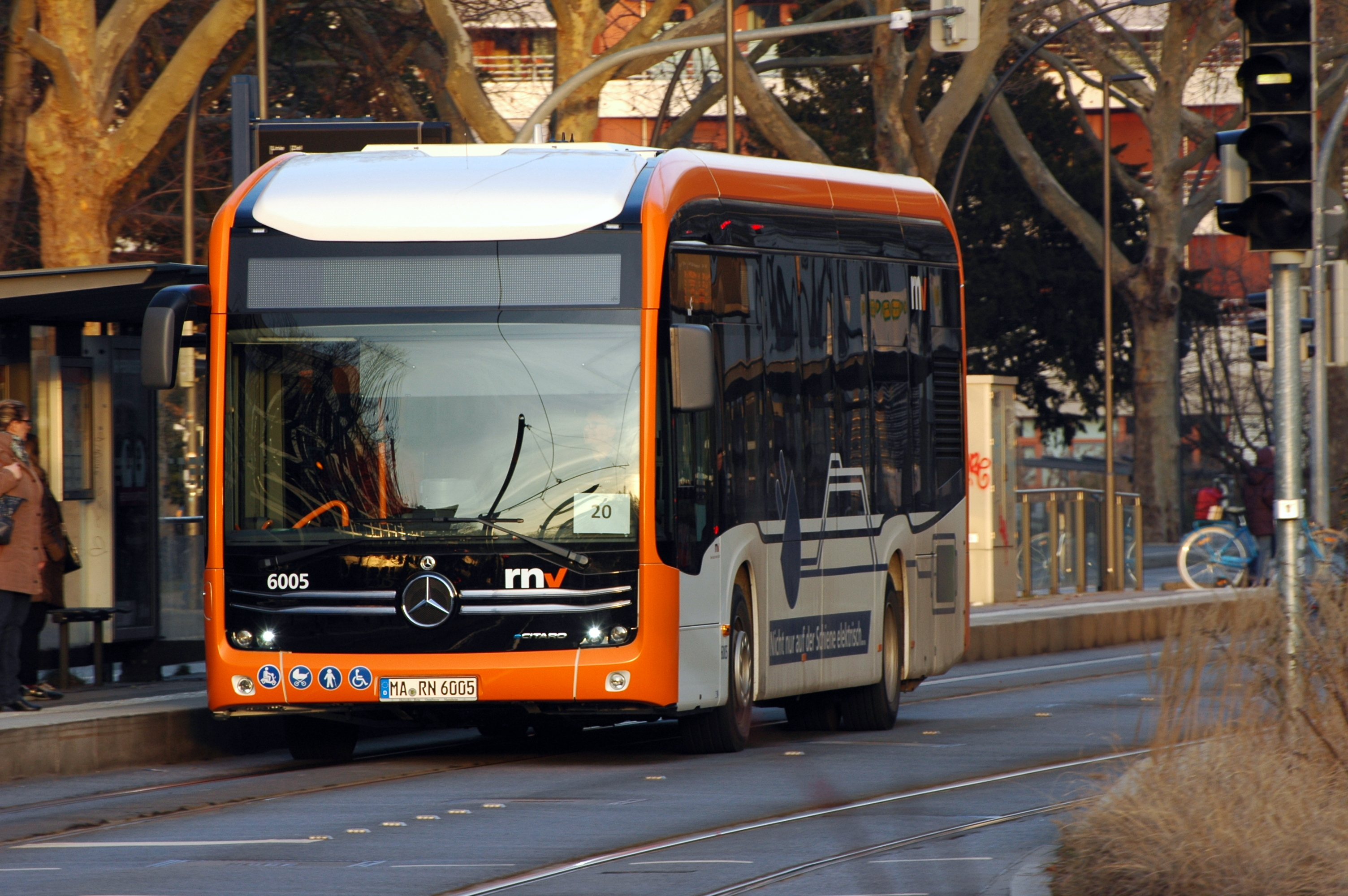
eCitaro w Heidelbergu

## Wersje
Do nazwy Citaro dołączane są litery które oznaczają:
- Ü – (Überland) – wersja podmiejska
- G – (Gelenkbus) – wersja przegubowa
- GL – (Gelenkbus-Lang) – wersja przegubowa przedłużona
- LE – (Low-Entry) – wersja niskowejściowa
- L – (Lang) – wersja przedłużona, 15-metrowa
- M – wersja przedłużona, 13-metrowa
- N - (niederflur) – niskopodłogowy
- K – (Kurz) – wersja skrócona, 10,5-metrowa
- eCitaro – wersja elektryczna, 12-metrowa

Citaro występuje w wersjach miejskich i podmiejskich.

### Miejskie
|  | Zobacz multimedia związane z tematem: Mercedes-Benz Citaro K |

|  | Zobacz multimedia związane z tematem: Mercedes-Benz Citaro C2 |

|  | Zobacz multimedia związane z tematem: Mercedes-Benz Citaro L II |

|  | Zobacz multimedia związane z tematem: Mercedes-Benz Citaro C2 G |

|  | Zobacz multimedia związane z tematem: Mercedes-Benz GL |

|  | Zobacz multimedia związane z tematem: Mercedes-Benz Citaro C2 LE |

### Podmiejskie
|  | Zobacz multimedia związane z tematem: Mercedes-Benz Citaro Ü |

|  | Zobacz multimedia związane z tematem: Mercedes-Benz Citaro MÜ |

|  | Zobacz multimedia związane z tematem: Mercedes-Benz Citaro LÜ |

|  | Zobacz multimedia związane z tematem: Mercedes-Benz Citaro GÜ |

|  | Zobacz multimedia związane z tematem: Mercedes-Benz Citaro LE Ü |

|  | Zobacz multimedia związane z tematem: Mercedes-Benz Citaro LE MÜ |

## Silniki i skrzynie biegów

### Stosowane silniki (Euro 6)
- silnik wysokoprężny OM 936/OM 936h (pojemność skokowa 7700 cm³), 220 kW (299 KM) i 1200 Nm albo 260 kW (354 KM) i 1400 Nm
- silnik wysokoprężny OM 470 (pojemność skokowa 10 700 cm³), 265 kW (360 KM) i 1700 Nm albo 290 kW (394 KM) i 1800 Nm
- silnik na gaz ziemny M 936 G (pojemność skokowa 7700 cm³), 222 kW (301 KM) i 1200 Nm[14][15]

### Stosowane skrzynie biegów
- Voith DIWA 6 4-biegowa automatyczna
- ZF EcoLife 6-biegowa automatyczna[14][15]

## Nietypowe konstrukcje

### Irvine-Citaro
Niemiecki przewoźnik Üstra Hanower złożył w 1999 roku zamówienie na autobus miejski o niecodziennej stylistyce na potrzeby organizowanej wystawy Expo 2000. Projekt powstał przy współpracy Mercedesa z designerem Jamesem Irvine, stąd nazwa Irvine-Citaro. Autobusy tego typu trafiły także do przewoźnika LVB z Lipska. Część pojazdów trafiła później do przewoźnika z Kłajpedy, a w 2016 roku jeden egzemplarz został odsprzedany firmie Albatros z Miechucina.

### Ambulans
W 2009 roku Centrum Pogotowia Ratunkowego z Dubaju zamówiło trzy pojazdy wyposażone jak karetki pogotowia. Pojazdy te stały się największymi ambulansami na świecie.

### Autobus torowy
W 2008 roku przewoźnik EVG z Essen zakupił 47 autobusów torowych (16 12-metrowych i 31 przegubowych) Mercedes-Benz Citaro.

### Citaro Fuel-Cell
W 2003 roku w ramach projektu CUTE Mercedes-Benz zaprezentował wersję Citaro napędzaną ogniwem paliwowym. W ramach projektu wyprodukowano 33 pojazdy testowane u 31 przewoźników miejskich na całym świecie. Autobus tego typu ma zasięg do 300 km na jednym tankowaniu, co pozwala mu na normalną pracę liniową. Obecnie jeszcze 9 pojazdów tego typu jeździ w Hamburgu.

### Citaro BlueTec Hybrid
Pierwsze hybrydowe Citaro G powstało jesienią 2007 roku. W 2010 roku wyprodukowano hybrydowe Citaro G dla przewoźnika z niemieckiego Wuppertal. Autobusy tego typu znalazły wielu nabywców, głównie na terenie Niemiec. Autobusy wyposażone są w silnik wysokoprężny o mocy 160 kW i cztery silniki elektryczne w piastach kół (przy drugiej i trzeciej osi) o łącznej mocy nominalnej 320 kW. Gdy prędkość autobusu spada poniżej 30 km/h, silnik spalinowy wyłącza się, dzięki czemu autobusy w fazie hamowania i ruszania nie emitują spalin. Silnik spalinowy ładuje akumulatory podczas jazdy, gdy poziom naładowania spadnie poniżej połowy. Ze względu na masę akumulatorów autobus tego typu jest jednak cięższy o ok. 1,5 t w porównaniu do autobusu z konwencjonalnym napędem. Autobus hybrydowy zużywa ok. 20% paliwa mniej od wersji tylko z silnikiem diesla.
W 2017 roku Mercedes zaprezentował 12-metrowy autobus hybrydowy Citaro z nowym układem hybrydowym dostępnym także w wersji NGT z silnikiem na gaz CNG. Pojazd ten został wybrany Autobusem Roku 2019

### Pierwsza wersja elektryczna
W 2015 roku niemiecki przewoźnik ASEAK z Akwizgranu przebudował Citaro Hybrid na autobus w 100% elektryczny przy użyciu 1300 baterii trakcyjnych o łącznej mocy 180 kWh. Autobus napędzany jest czterema silnikami o mocy 60 kW każdy. Zasięg pojazdu to 50 km na jednym ładowaniu. Z tego względu na prototypowym egzemplarzu zakończono produkcję Citar z napędem elektrycznym. Koszt przebudowy wyniósł 700 000 EUR, z czego 25% pochodziło z europejskiego programu Civitas.

### Trolejbusy
Przewoźnik miejski z węgierskiego Segedyna w latach 2006–2010 przebudował 6 autobusów Mercedes-Benz Citaro na trolejbusy typu O530 Tr12.
Pod koniec 2011 roku PKT z Gdyni zakupiło 2 używane autobusy z 2002 roku z Berlina i na ich podstawie wybudowało trolejbusy. Pierwszy pojazd o numerze 3053 wyruszył na trasy 8 lutego 2012 roku. Osprzęt elektryczny dostarczyła łódzka firma Enika. Kolejne Citaro numer 3054 opuściło warsztat PKT w listopadzie 2012 roku. Gdyńskie trolejbusy na bazie Mercedesa Citaro mają oznaczenie O530 AC.

## Citaro w Polsce
| Przewoźnik                                       | Liczba        | Liczba        | Liczba        | Liczba        | Liczba        | Liczba |
| Przewoźnik                                       | Wersje modelu | Wersje modelu | Wersje modelu | Wersje modelu | Wersje modelu | Razem  |
| Przewoźnik                                       | O530          | O530G         | O530K         | O530Ü         | O530AC        | Razem  |
| ------------------------------------------------ | ------------- | ------------- | ------------- | ------------- | ------------- | ------ |
| ZGK Świebodzice                                  | 4             | –             | –             | –             | –             | 4      |
| KOMBUS Kórnik                                    | 12            | 3             | –             | 1             | –             | 16     |
| MZK Malbork                                      | 2             |               |               |               |               | 2      |
| MPK Wrocław                                      | 109           | 162           | 1             | –             | –             | 272    |
| CLA Chełm                                        | 30            | –             | –             | –             | –             | 30     |
| PGK Suwałki                                      | 2             | –             | –             | –             | –             | 2      |
| MPK Częstochowa                                  | 35            | 11            | –             | –             | –             | 46     |
| MPK Łódź                                         | 0             | 0             | –             | –             | –             | 26     |
| MZK Bydgoszcz                                    | 2             | 21            | –             | –             | –             | 23     |
| MPK Kraków                                       | 97            | 14            | –             | –             | –             | 108    |
| MZK Bielsko-Biała                                | 10            | 10            | 10            | –             | –             | 30     |
| Transgór Rybnik                                  | 12            | 2             | 2             | –             | –             | 16     |
| PKS Gdynia                                       | 6             | 16            | –             | 2             | –             | 17     |
| KPK Białystok                                    | 1             | 16            | –             | –             | –             | 17     |
| PKM Katowice                                     | 12            | 15            | 5             | –             | –             | 32     |
| PKM Gliwice                                      | –             | 9             | –             | –             | –             | 9      |
| MPK Gniezno                                      | 9             | –             | –             | –             | –             | 9      |
| MPK Lublin                                       | –             | 27            | –             | –             | –             | 27     |
| PKS Rybnik                                       | 4             | –             | –             | –             | –             | 4      |
| PKS Brzeg                                        | 3             | –             | –             | –             | –             | 3      |
| DLA Wrocław                                      | 3             | –             | –             | –             | –             | 3      |
| MKS Tarnobrzeg                                   | 3             | –             | –             | –             | –             | 3      |
| Veolia Transport w Tczewie                       | 1             | –             | –             | –             | –             | 1      |
| GAiT Gdańsk                                      | 70            | 48            | 13            | –             | –             | 131    |
| Zakład Komunikacji Miejskiej w Elblągu           | 10            | –             | –             | –             | –             | 10     |
| MZK Starogard Gdański                            | –             | –             | 5             | –             | –             | 5      |
| P.A. Gryf                                        | 1             | 2             | –             | –             | –             | 3      |
| Bursiak Łódź                                     | 9             | –             | –             | –             | –             | 9      |
| PKM Sosnowiec                                    | 34            | 14            | –             | –             | –             | 48     |
| ZKM Lębork                                       | 1             | –             | –             | –             | –             | 1      |
| MZK Ełk                                          | 14            | –             | 4             | 1             | –             | 19     |
| MPK Rzeszów                                      | 60(30 CNG)    | –             | –             | –             | –             | 60     |
| PKS Rzeszów                                      | 2             | –             | –             | –             | –             | 2      |
| MZK Piła                                         | 4             | –             | –             | –             | –             | 4      |
| MPK Kielce                                       | –             | –             | 1             | –             | –             | 1      |
| PKM Świerklaniec                                 | 3             | –             | –             | –             | –             | 3      |
| Minibus Karczew                                  | 2             | 3             | –             | 1             | –             | 6      |
| PKT Gdynia                                       | –             | –             | –             | –             | 2             | 2      |
| PKS Szczecin                                     | 26            | 4             | –             | –             | –             | 12     |
| Szczecińskie Przedsiębiorstwo Autobusowe „Dąbie” | 10            | 12            | –             | 2             | –             | 22     |
| Suma                                             | 423           | 284           | 28            | 6             | 2             | 746    |

PKS Wejherowo miało jedną sztukę jedynego w Polsce modelu Citaro w wersji O530L, jednak ze względu na uszkodzenia powstałe w czasie pożaru autobusu został on skreślony ze stanu. Obecnie od 2012 r. cztery sztuki modelu Citaro w wersji O530L są eksploatowane przez PKM Sosnowiec, a jedna, od 2013 r. – przez PKM Świerklaniec. Ponadto 2 Citaro przebudowane na trolejbusy jeżdżą w Gdyni, eksploatowane przez PKT Gdynia. Od 2013 roku autobus Mercedes Citaro O530L w berlińskim malowaniu ma KPA KOMBUS.